# Nicrophorus americanus
Nicrophorus americanus је инсект из реда тврдокрилаца (Coleoptera) и породице стрвинара (Silphidae). 

## Распрострањење
Сједињене Америчке Државе су једино познато природно станиште врсте.

## Станиште
Врста Nicrophorus americanus има станиште на копну.

## Угроженост
Ова врста је крајње угрожена и у великој опасности од изумирања.